# Dzielec (Subkarpaten)
Dzielec is een plaats in het Poolse district  Jasielski, woiwodschap Subkarpaten. De plaats maakt deel uit van de gemeente Dębowiec en telt 203 inwoners.